# Chandata cnigrum
Chandata cnigrum är en fjärilsart som beskrevs av Yoshimoto 1982. Chandata cnigrum ingår i släktet Chandata och familjen nattflyn. Inga underarter finns listade i Catalogue of Life.